# 今夜も一杯、飲んで候
今夜も一杯、飲んで候（こんやもいっぱいのんでそうろう）は2002年より2007年9月までRKB毎日放送（RKBラジオ）で放送されていたトーク番組である。

## 番組概要
- 月・水・金曜日：今日のお店･･･パーソナリティが居酒屋の大将やバーのママなどに電話をつなぎ、そのお店について紹介をする。番組の終盤には、お店の営業時間や電話番号も合わせて紹介される。
- 火曜日：居酒屋いっぺいやっぺい･･･ヒーマンが居酒屋の大将に扮し、さまざまな薀蓄を語る。
- 木曜日：ヒーマン's バー･･･ヒーマンがバーのバーテンに扮し、さまざまな薀蓄を語る。

## 放送時間
- 月曜日～金曜日 17:53～17:58(JST、ナイターシーズンのみ）
- 月曜日～金曜日 18:30頃～（「福地高子・ヒーマンのとっておきの夜なのだ!」内　ナイターオフのみ）

## パーソナリティ
- ヒーマン

## スポンサー
- アサヒビール

## エピソード
- RKBではネットワークTODAYは単独放送されており、主な要因としてはこの番組が17時53分から放送していることが考えられる。